# Ibahernando
Ibahernando là một đô thị trong tỉnh Cáceres, Extremadura, Tây Ban Nha. Theo điều tra dân số 2005 (INE), đô thị này có dân số là 591 người.
39°19′B 5°55′T / 39,317°B 5,917°T